# اچ‌ام‌ای‌اس پولرس
اچ‌ام‌ای‌اس پولرس (به انگلیسی: HMAS Polaris) یک کشتی است که طول آن ۶۰ فوت (۱۸ متر) می‌باشد.